# Srŏk Pônhê Krêk
Srŏk Pônhê Krêk är ett distrikt i Kambodja. Det ligger i provinsen Tboung Khmum, i den sydöstra delen av landet, 100 km öster om huvudstaden Phnom Penh. Antalet invånare är 125 000.